# On continue à l'appeler Trinita
Série
On l'appelle Trinita
(1970) Trinità e Bambino... e adesso tocca a noi
(1995)
Pour plus de détails, voir Fiche technique et Distribution.
On continue à l'appeler Trinita (...continuavano a chiamarlo Trinità) est un film italien réalisé par Enzo Barboni, sorti en 1971. Il est la suite de On l'appelle Trinita, sorti un an plus tôt.

## Synopsis
À la demande de leur père mourant, Trinita et son demi-frère Bambino tentent de devenir de vrais bandits, mais leur bonne nature finit par les faire combattre une bande de hors la loi avec l'aide de prêtres.

## Fiche technique
- Titre : On continue à l'appeler Trinita
- Titre original : ...continuavano a chiamarlo Trinità
- Réalisation : Enzo Barboni
- Scénario : Enzo Barboni
- Musique : Guido De Angelis et Maurizio De Angelis
- Pays d'origine :  Italie
- Langue : italien, anglais
- Genre : Comédie, Western
- Durée : 107 minutes
- Dates de sortie : 
  - Italie : 21 octobre 1971
  - France : 15 mars 1972
  - États-Unis : 20 juillet 1972

## Distribution
Légende : 1er doublage (1972) ; 2e doublage (1980)
- Terence Hill (VF : Pierre Arditi ; Patrick Poivey) : Trinita
- Bud Spencer (VF : Victor Lanoux ; Claude Bertrand) : Bambino
- Yanti Somer (VF : Francine Lainé) : la fille du paysan vagabond
- Jessica Dublin : Farrah, la mère de Trinita et Bambino
- Enzo Tarascio (VF : Jean Roche ; Henry Djanik) : le shérif
- Pupo De Luca (en)
- Dana Ghia (VF : Julia Dancourt) : la femme du paysan vagabond
- Emilio Delle Piane (VF : Jacques Ebner ; Philippe Ogouz) : James Parker
- Enzo Fiermonte (VF : Roger Rudel ; André Valmy) : le paysan vagabond
- Harry Carey Jr. (VF : Francis Lax ; Marc de Georgi)  : le père de Trinita et Bambino
- Antonio Monselesan : Will Cathendrix
- Franco Ressel : Un serveur dans le restaurant

## Autour du film
- Contrairement à son prédécesseur, ce film ne compte pas un seul mort.
- Le cascadeur Riccardo Pizzuti, qui fut le chorégraphe des combats dans les films du duo Spencer-Hill, joue ici deux rôles : celui d'un hors-la-loi puis celui du maître d'Hôtel dans la scène du restaurant.
- Dans la scène de la partie de carte, Trinita s'amuse tour à tour à dégainer et à gifler un autre joueur qui l'accuse d'avoir triché. Terence Hill reprendra ce même gag dans Mon nom est Personne. La scène sera également reprise dans Si ce n'est toi, c'est donc ton frère, de Ferdinando Baldi, deuxième opus de plusieurs films, avec le duo Coby et Smith, tentant d'imiter les films du duo Terence Hill-Bud Spencer.
- Lors de sa première sortie dans les salles françaises, le film démarrait avec une scène où Bambino se retrouve à pied dans le désert après s'être fait attaquer (il a notamment perdu ses deux acolytes présents dans On l'appelle Trinita). Il tombe sur quatre bandits s'apprêtant à manger des haricots que Bambino leur confisque aussitôt. Quand le film est ressorti en 1980, cette scène fut retirée du montage. L'édition DVD présente cependant cette première version (avec le doublage d'origine).

## Les fauxTrinita
Après la sortie des deux Trinita, les distributeurs français ont ressorti des anciens films de Terence Hill et Bud Spencer en exploitant le succès des deux films :
- Dieu pardonne... moi pas ! étant ressorti dans les salles françaises en 1977 directement sous le titre Trinita ne pardonne pas (il reprendra finalement son titre initial avec le temps et les sorties vidéos).
- La Colline des bottes devient Trinita va tout casser.
- La Colère du vent, avec seulement Terence Hill, est renommé Trinita voit rouge.
- Django, prépare ton cercueil ! devient Trinita, prépare ton cercueil !.
- Rita nel West sort directement sous le titre T'as le bonjour de Trinita.
- Un génie, deux associés, une cloche, avec Terence Hill, Robert Charlebois et Miou-Miou sortit également sous le titre Trinity is back again en versions anglophones (il en existe plusieurs montages).